# 海口市
海口市古称「白沙津」、「海口浦」，别称「椰城」，「海口」这一名称是因地处南渡江入海口而得名。它是中华人民共和国海南省下辖的地级市，也是海南省省会。“21世纪海上丝绸之路”重要支点城市、中国滨海旅游城市，中国体育旅游目的地、是海南省政治、经济、科技和文化中心，同时也是海南岛对外联络枢纽，海口市的海口港为海南省第一大港。海口市位於海南省东北部。市境西邻澄迈县，南界定安县，东接文昌市，北隔瓊州海峽與廣東省雷州半岛相对望。地处南渡江入海口滨海平原区，地势平缓。南渡江自西南入境，折向北流贯市境，主城区位于入海口西岸。海口由本岛海南岛部分、离岛海甸岛和新埠岛组成，全市总面积2304.84平方公里，人口287.33万，市人民政府驻秀英区。海口是海南省的政治、经济、文化中心，亦是国家历史文化名城。2021年首届中国国际消费品博览会在海口市海南国际会展中心举办。2023年海口市生产总值达2358.44亿元。

## 历史
汉朝时期，海口属珠崖郡玳瑁县地。

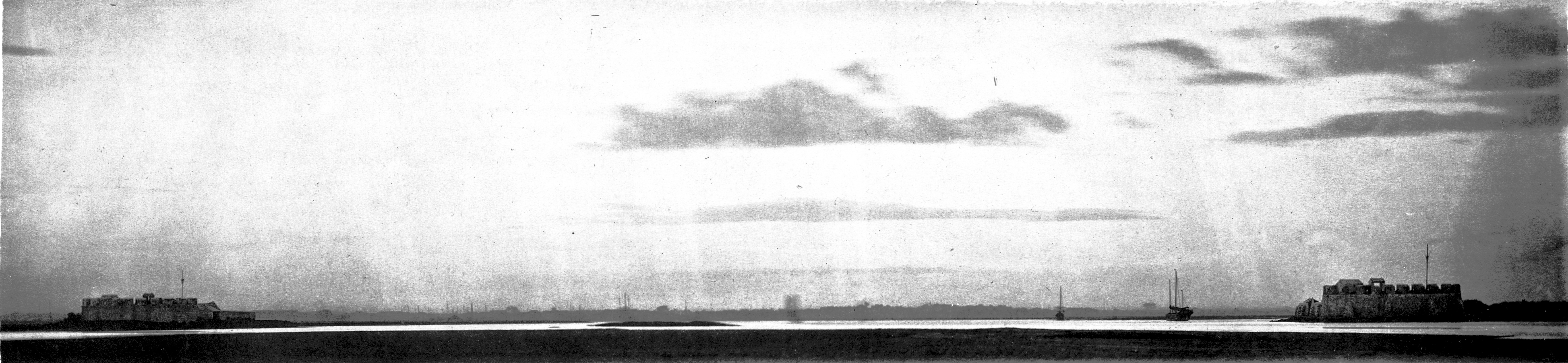
英国摄影家约翰·汤姆逊于1872年琼州被开辟为通商口岸初期拍摄的海口湾

唐朝设白沙津，为琼州城外滩，设有古渡驿站，为当时琼州与雷州海渡和贸易的港口。
南宋时海口浦，范围包括今天的海甸街道与海口老市区。之后“海口浦”便逐渐代替“白沙津”，成为海南渡海和物资进出口的主要港口之一。
1271年元朝设置番营；1368年明朝设置守御千户所，明代洪武二十七年（1395年）开始筑城，按兵制“海口浦”改建制为所（称“海口所”或“海口区”）；相传今海口市的得胜沙路一带，古称“外沙”。道光二十九年（1849年）遭外寇入犯，激烈战斗后，最后得胜外寇于外沙，得名“得胜沙”。清朝咸丰年间根据《天津条约》规定成为对外通商口岸，日本于1873年设置驻琼州领事馆；清光绪元年（1875年）设置海口海关，对外贸易开始形成与发展。
1926年，廣東省政府委员会第五次会议通过，海口从琼山县分出改设市政厅，始称海口市，辖有三个警察区。
1928年，國民政府颁布《特别市组织法》和《普通市组织法》。普通市要求人口达2万人以上，海口人口未达标，广东省政府委员会会议对海口市行政组别进行讨论。
1929年，会议通过将海口市政厅改为海口市政局。
1930年，国民政府颁布《市组织法》，废除《特别市组织法》和《普通市组织法》，提高了设市标准。海口市政局条件不符合该法。
1931年，广东省政府第五届委员会第144次会议通过废除海口市，重新归琼山县管辖。
1949年，中國國民黨在海口成立海南特別行政區长官公署，设海口市市政筹备处。
1950年4月23日，中国人民解放军占領海口，海口市市政筹备处废除。同年5月1日，解放军部队奉中南军区命令，成立海口市军事管制委员会，海口市恢复建制。
1956年，中华人民共和国国务院将海口市划为广东省省辖市。
1988年4月13日，第七届全国人民代表大会通过关于设立海南省、建立海南经济特区的决议，海南建省，海口市成为海南省省会。
2002年10月16日，国务院批复旧海口市和县级琼山市合并，成立新的海口市。

## 地理
海口地处海南岛北部，北濒琼州海峡，隔18海里与广东省海安街道相望；东面与文昌市相邻；南面与文昌市、定安县接壤，西面邻接澄迈县。海口市东起大致坡镇老村，西至西秀镇拨南村，两端相距60.6公里；南起大坡镇五车上村，北至大海，两端相距62.5公里。全市土地面积2304.84平方公里。海口市地形略呈长心形，地势平缓，海南岛最长的河流——南渡江从中部穿过。西北部和东南部较高，中部南渡江沿岸低平，北部多为沿海小平原。全市除石山镇境内的马鞍岭（海拔 222.2 米）、旧州镇境内的旧州岭 （199.9 米）、甲子镇境内的日晒岭 （171 米）、永兴镇境内的雷虎岭 （168.3 米） 等 38 个山丘较高外，绝大部分为海拔 100 米以下的台地和平原。马鞍岭为全市最高点。

### 地质
海口市地质构造属于雷琼裂谷南部拗陷区。中新世及上新世海南岛王五—文教大断裂以北至琼州海峡发生断陷，形成陆海面积约 3135平方千米的琼北断陷盆地，堆积巨厚的新生代 （第三纪） 地层，至全新世（第四纪），并有多次地震和海底火山活动，有多期火山岩相间分布于第三纪和第四纪沉积层之中，出露于地表组成琼北基性 （为主） 火山熔岩台地，分布面积广。上新世晚期，海岛北部地壳上升，其中也有几次火山喷发；中全新世以后，北部和东北部地壳缓慢下降，接受沉积。海口市位于琼北新生代断陷盆地中，由新生代琼北断陷盆地 （为主） 与琼东北隆起（东南部） 构成，位于区域性近东西向、近南北向、北东向和北西向断裂的交接复合部位。地层主要属新生代古近纪 （为主） 至第四纪的滨海相、海陆交互相地层。岩浆岩有零星出露的侵入岩和大面积广布的基性 （为主）、超基性火山岩。

### 矿产
海口市域内已探明矿产资源 20种，其中能源矿产有石油、天然气、褐煤、低热值油页岩 （油炭质页岩）、泥炭５种；金属矿产有铝土矿、钴土矿、褐铁矿３种；非金属矿产有高岭土、耐火黏土、砖瓦黏土、硅藻土、膨润土、沸石、浮石、建筑用玄武岩、建筑用砂９ 种；水气矿产有饮用天然矿泉水、热矿水、地下水３种。具备明显优势和开发潜力的矿产资源主要有饮用天然矿泉水、地热水、地下水，以及建筑大宗用的河砂、玄武岩石材、砖瓦黏土等；比较重要的矿产资源有钴土矿、铝土矿、褐煤、低热值油炭质页岩、高岭土、耐火黏土等。地热资源丰富，地热田控制面积约4平方千米，分布在350～700米深度内，水温39.5℃～49℃，矿化度1～2.3 克/升。

### 氣候

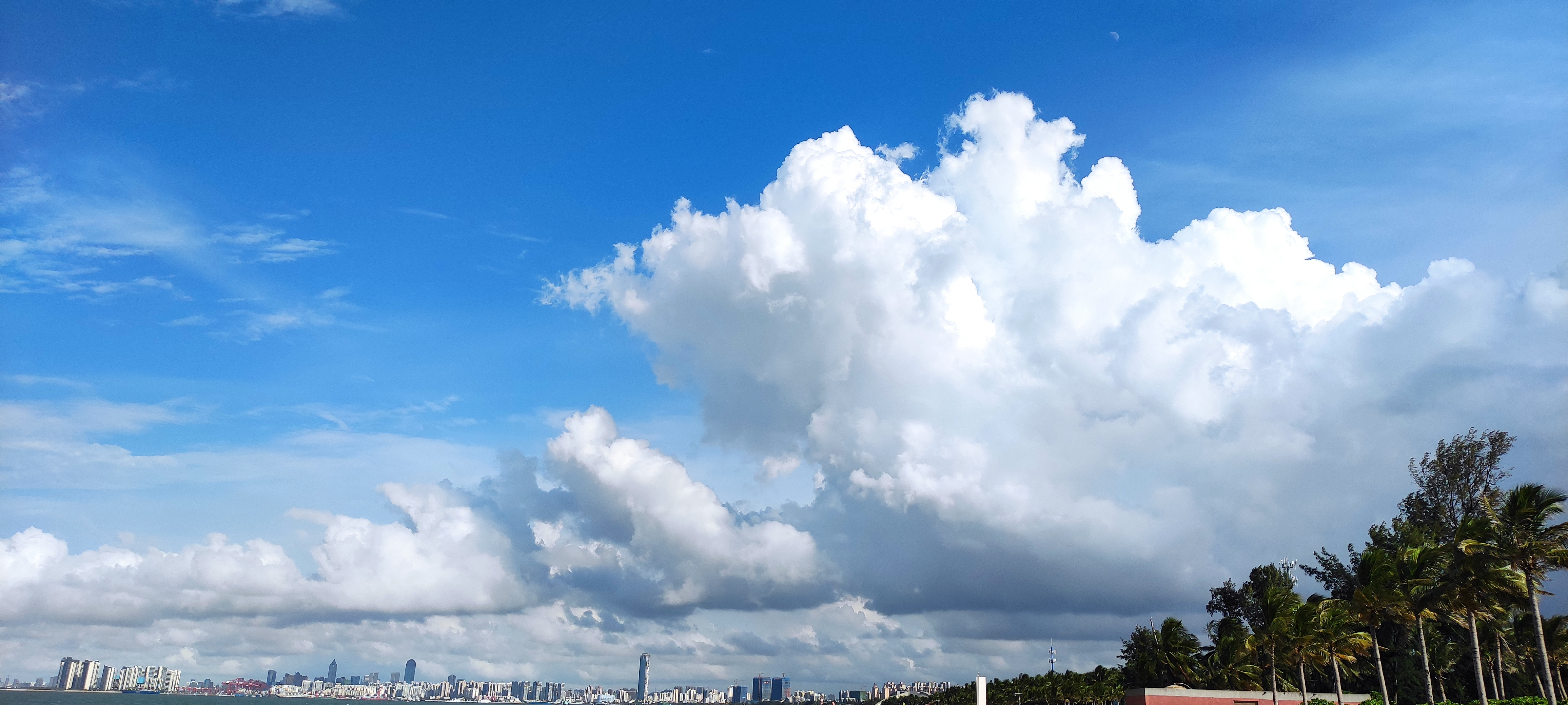
夏季时天气晴朗的海口市

海口處海南島北部，屬熱帶季風氣候，隨著全球氣候不斷暖化已成定局，近年海口冬季溫度也有上升的趨勢，最冷月均溫高於18℃的情形越來越常見。夏季高溫多雨，夏秋季熱帶气旋頻繁。年平均氣溫24.8℃。1月平均氣溫18.4℃。極端最低氣溫2.8℃（1955年1月12日）。7月平均氣溫29.1℃，極端最高氣溫40.9℃（2024年4月27日）。平均年降水量1656.3毫米，雨季一般集中在5～10月。
| 海口(平均數據1991–2020 極端數據1951至今)                               | 海口(平均數據1991–2020 極端數據1951至今) | 海口(平均數據1991–2020 極端數據1951至今) | 海口(平均數據1991–2020 極端數據1951至今) | 海口(平均數據1991–2020 極端數據1951至今) | 海口(平均數據1991–2020 極端數據1951至今) | 海口(平均數據1991–2020 極端數據1951至今) | 海口(平均數據1991–2020 極端數據1951至今) | 海口(平均數據1991–2020 極端數據1951至今) | 海口(平均數據1991–2020 極端數據1951至今) | 海口(平均數據1991–2020 極端數據1951至今) | 海口(平均數據1991–2020 極端數據1951至今) | 海口(平均數據1991–2020 極端數據1951至今) | 海口(平均數據1991–2020 極端數據1951至今) |
| 月份                                                                   | 1月                                      | 2月                                      | 3月                                      | 4月                                      | 5月                                      | 6月                                      | 7月                                      | 8月                                      | 9月                                      | 10月                                     | 11月                                     | 12月                                     | 全年                                     |
| ---------------------------------------------------------------------- | ---------------------------------------- | ---------------------------------------- | ---------------------------------------- | ---------------------------------------- | ---------------------------------------- | ---------------------------------------- | ---------------------------------------- | ---------------------------------------- | ---------------------------------------- | ---------------------------------------- | ---------------------------------------- | ---------------------------------------- | ---------------------------------------- |
| 历史最高温 °C（°F）                                                    | 33.5 (92.3)                              | 37.2 (99.0)                              | 38.1 (100.6)                             | 41.3 (106.3)                             | 39.2 (102.6)                             | 38.4 (101.1)                             | 38.7 (101.7)                             | 37.3 (99.1)                              | 36.0 (96.8)                              | 34.5 (94.1)                              | 34.7 (94.5)                              | 31.5 (88.7)                              | 41.3 (106.3)                             |
| 平均高温 °C（°F）                                                      | 21.3 (70.3)                              | 23.0 (73.4)                              | 26.6 (79.9)                              | 30.2 (86.4)                              | 32.5 (90.5)                              | 33.6 (92.5)                              | 33.4 (92.1)                              | 32.5 (90.5)                              | 31.1 (88.0)                              | 28.9 (84.0)                              | 26.1 (79.0)                              | 22.4 (72.3)                              | 28.5 (83.2)                              |
| 日均气温 °C（°F）                                                      | 18.2 (64.8)                              | 19.3 (66.7)                              | 22.4 (72.3)                              | 25.6 (78.1)                              | 27.9 (82.2)                              | 28.9 (84.0)                              | 28.9 (84.0)                              | 28.3 (82.9)                              | 27.6 (81.7)                              | 25.9 (78.6)                              | 23.2 (73.8)                              | 19.6 (67.3)                              | 24.7 (76.4)                              |
| 平均低温 °C（°F）                                                      | 16.1 (61.0)                              | 17.1 (62.8)                              | 19.9 (67.8)                              | 22.9 (73.2)                              | 25.0 (77.0)                              | 25.9 (78.6)                              | 25.8 (78.4)                              | 25.6 (78.1)                              | 25.0 (77.0)                              | 23.5 (74.3)                              | 21.1 (70.0)                              | 17.7 (63.9)                              | 22.1 (71.8)                              |
| 历史最低温 °C（°F）                                                    | 2.8 (37.0)                               | 6.5 (43.7)                               | 6.4 (43.5)                               | 9.8 (49.6)                               | 16.3 (61.3)                              | 21.2 (70.2)                              | 21.0 (69.8)                              | 21.7 (71.1)                              | 17.5 (63.5)                              | 14.1 (57.4)                              | 10.0 (50.0)                              | 5.3 (41.5)                               | 2.8 (37.0)                               |
| 平均降水量 mm（）                                                      | 23.5 (0.93)                              | 29.9 (1.18)                              | 42.9 (1.69)                              | 80.0 (3.15)                              | 191.4 (7.54)                             | 238.9 (9.41)                             | 247.6 (9.75)                             | 293.0 (11.54)                            | 268.8 (10.58)                            | 274.1 (10.79)                            | 59.6 (2.35)                              | 38.3 (1.51)                              | 1,788 (70.42)                            |
| 平均降水天数（≥ 0.1 mm）                                               | 8.6                                      | 9.1                                      | 9.6                                      | 10.3                                     | 15.2                                     | 16.5                                     | 16.3                                     | 15.6                                     | 14.1                                     | 11.4                                     | 8.4                                      | 8.3                                      | 143.4                                    |
| 平均相對濕度（％）                                                     | 85                                       | 86                                       | 84                                       | 82                                       | 81                                       | 80                                       | 80                                       | 82                                       | 82                                       | 79                                       | 80                                       | 80                                       | 82                                       |
| 月均日照時數                                                           | 91.5                                     | 97.0                                     | 128.5                                    | 160.4                                    | 208.5                                    | 211.7                                    | 230.6                                    | 210.0                                    | 174.5                                    | 165.7                                    | 121.0                                    | 95.5                                     | 1,894.9                                  |
| 可照百分比                                                             | 27                                       | 30                                       | 34                                       | 42                                       | 51                                       | 53                                       | 57                                       | 53                                       | 48                                       | 46                                       | 36                                       | 28                                       | 42                                       |
| 来源：China Meteorological Administration all-time extreme temperature |                                          |                                          |                                          |                                          |                                          |                                          |                                          |                                          |                                          |                                          |                                          |                                          |                                          |

## 政治

### 现任领导
| 机构     | · 中国共产党 · 海口市委员会 | 海口市人民代表大会 常务委员会 | 海口市人民政府     | · 中国人民政治协商会议 · 海口市委员会 | 海口市监察委员会   |
| 职务     | 书记                        | 主任                          | 市长               | 主席                                  | 主任               |
| -------- | --------------------------- | ----------------------------- | ------------------ | ------------------------------------- | ------------------ |
| 姓名     | 范少军                      | 王艳萍（女）                  | 丁晖               | 郭燕红（女）                          | 杨会春（女）       |
| 民族     | 汉族                        | 汉族                          | 汉族               | 汉族                                  | 汉族               |
| 籍贯     | 江苏省扬州市邗江区          | 河北省吴桥县                  | 江苏省南京市       | 北京市                                | 黑龙江省齐齐哈尔市 |
| 出生日期 | 1970年11月（54歲）          | 1964年4月（61歲）             | 1971年11月（53歲） | 1963年10月（61歲）                    | 1969年3月（56歲）  |
| 就任日期 | 2025年1月                   | 2022年1月                     | 2018年2月          | 2019年2月                             | 2021年11月         |

### 行政区划
海口市现辖4个市辖区，分别为秀英区、龙华区、琼山区、美兰区，海口市人民政府驻秀英区长流镇长滨一路政府第二办公区。

## 人口
年末全省常住人口1027.02万人,比上年末增加6.56万人。常住人口城镇化率为61.49%，提高0.52个百分点。全年出生人口8.81万人，出生率为8.60‰；死亡人口6.31万人，死亡率为6.16‰。从年龄结构看，0-14岁人口195.25万人，15-64岁人口715.53万人，65岁及以上人口116.24万人。
根据2020年第七次全国人口普查，全市常住人口为2,873,358人。同第六次全国人口普查的2,046,170人相比，十年共增加了827,188人，增长40.43%，年平均增长率为3.45%。其中，男性人口为1,509,004人，占总人口的52.52%；女性人口为1,364,354人，占总人口的47.48%。总人口性别比（以女性为100）为110.6。0－14岁的人口为528,529人，占总人口的18.39%；15－59岁的人口为1,987,937人，占总人口的69.19%；60岁及以上的人口为356,892人，占总人口的12.42%，其中65岁及以上的人口为250,105人，占总人口的8.7%。居住在城镇的人口为2,349,239人，占总人口的81.76%；居住在乡村的人口为524,119人，占总人口的18.24%。

### 民族
2017年，海口市常住人口中，有汉族、黎族、苗族、回族、满族、瑶族、蒙古族、朝鲜族、土家族、布依族、傣族、侗族、壮族等48个民族。其中汉族人口为2000173人，占总人口的97.75%；各少数民族人口为46016人，占总人口的2.25%。
2020年全市常住人口中，汉族人口为2,758,597人，占96.01%；各少数民族人口为114,761人，占3.99%。与2010年第六次全国人口普查相比，汉族人口增加763,808人，增长38.29%，占总人口比例下降1.48个百分点；各少数民族人口增加63,380人，增长123.35%，占总人口比例增加1.48个百分点。

### 语言
海口市使用语言包括海南话、普通话、白话、军话、客家话、与四川、河南、湖南及其他地方话和各少数民族话等语种。主要方言为海南话，其中长流地区讲长流村话，东南部的龙塘、龙桥、石山、永兴、遵谭、云龙等镇及镇辖的部分村庄讲临高羊山土语。

## 交通
- 都市軌道運輸：海口軌道交通共規劃七條線路

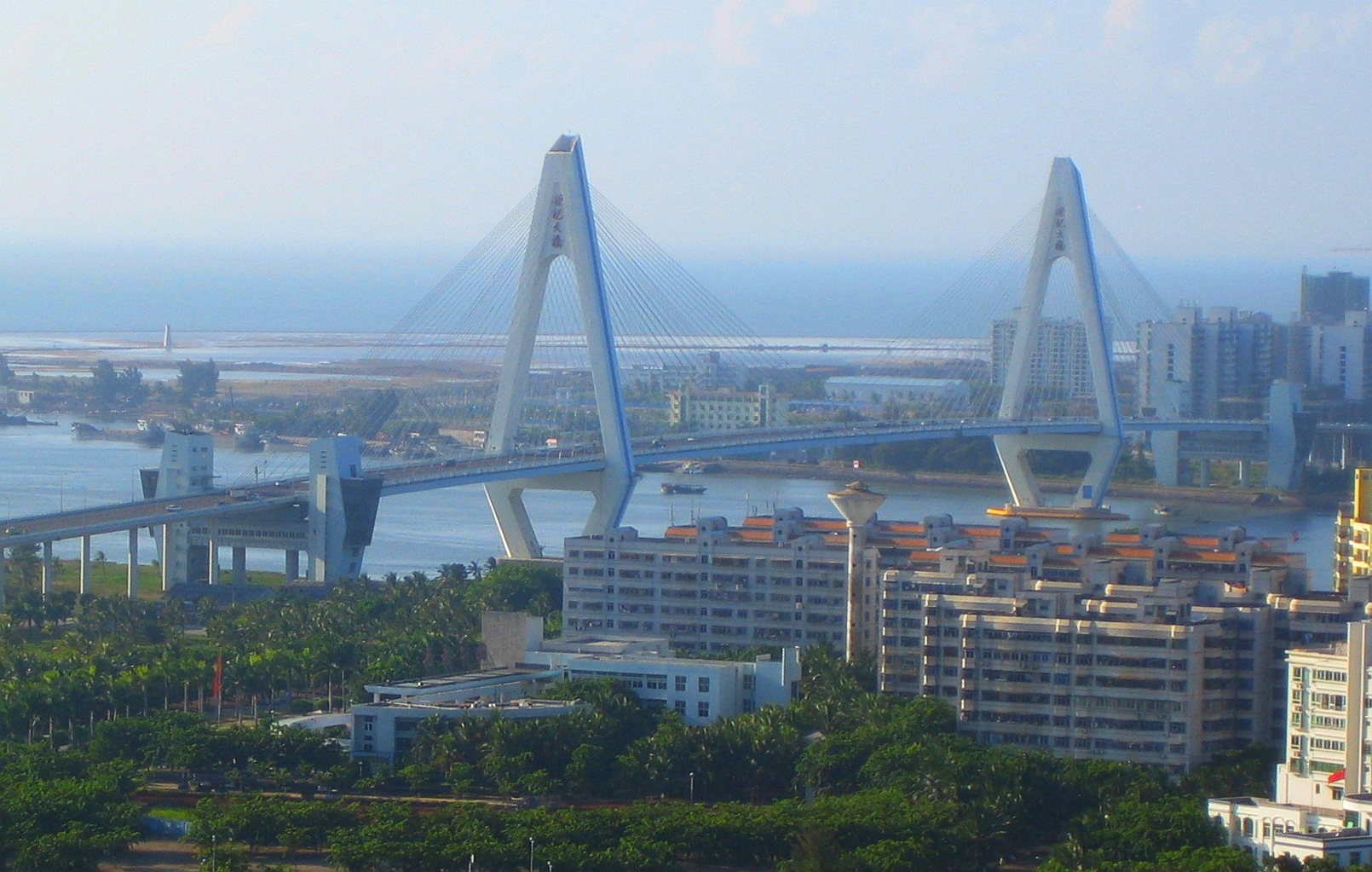
海口世纪大桥

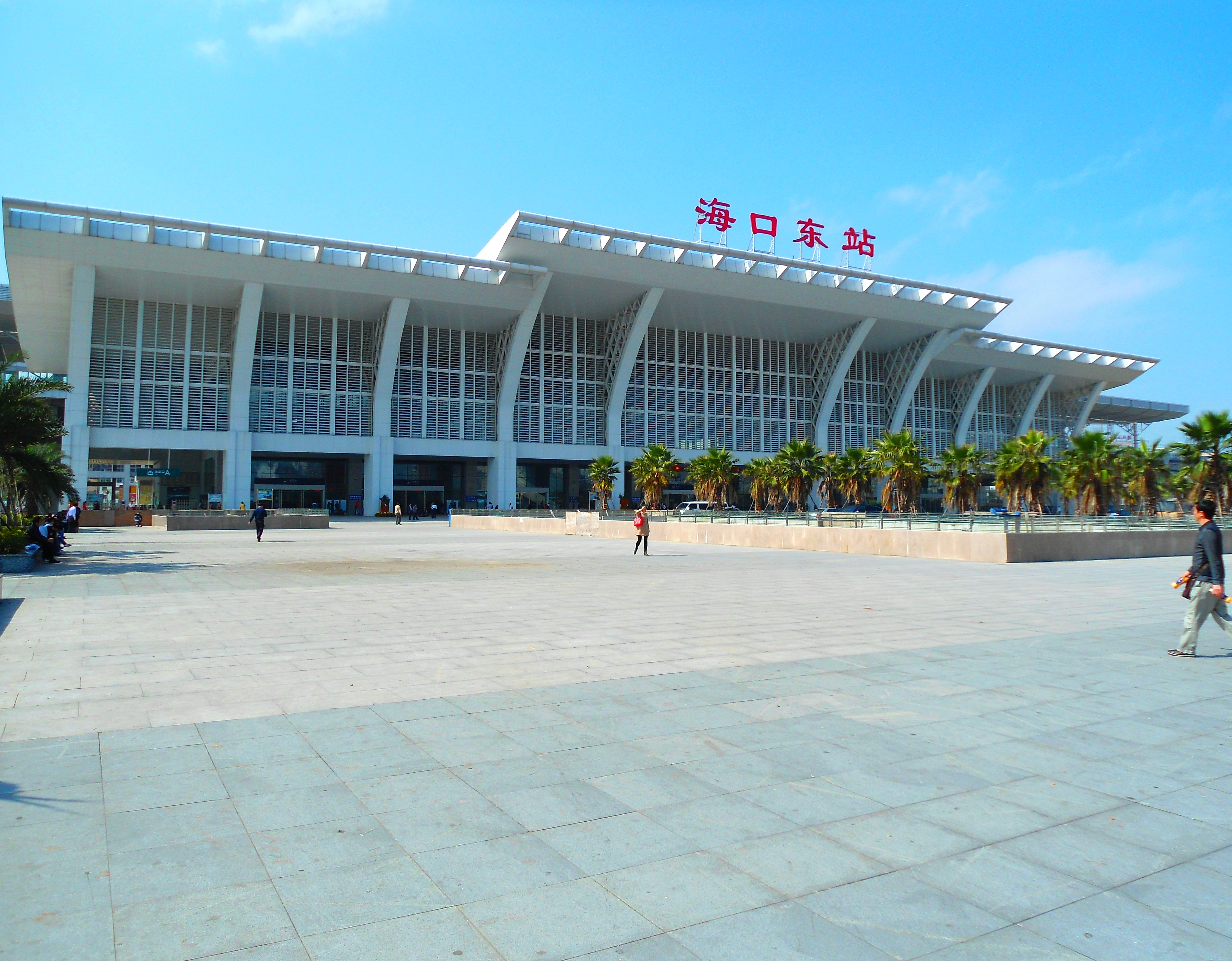
海口東站

- 铁路：粤海铁路、海南环岛高速铁路、海口市郊铁路
- 公路： 223国道、 224国道、 225国道
- 高速公路： 海南环线高速（东线高速公路、西线高速公路、海口绕城高速）、 海琼高速、 中线高速（海口-屯昌-琼中-乐东)
- 渡轮：秀英港、海口新海港、粤海铁路南港码头
- 的士：海口的士起步价为¥10，3公里後每公里¥2。
- 公共汽车：市区一般为上车¥1-¥2，往返火车站、	机场票价¥4-¥5。
- 长途客运：海口市的省际客运班车从海口的汽车站（东站/西站/汽车总站/港口汽车站）通往省内三亚、文昌、五指山等地，亦有通往国内其他大中城市的长途汽车。

### 民航
海口美兰国际机场，原名海口美兰机场，位于海南省海口市美兰区灵山镇，距市区直线距离15公里。1993年12月开始立项建设，于1999年5月25日正式建成通航，飞行区等级为4E、4F级。
美兰机场目前共开通国内外65个城市，220条航线。2019年旅客吞吐量2,421.66万人次，在中国民用机场中，居第17位；货邮吞吐量达17.56万吨，居第19位；起降16.48万架次，居第22位。

## 经济

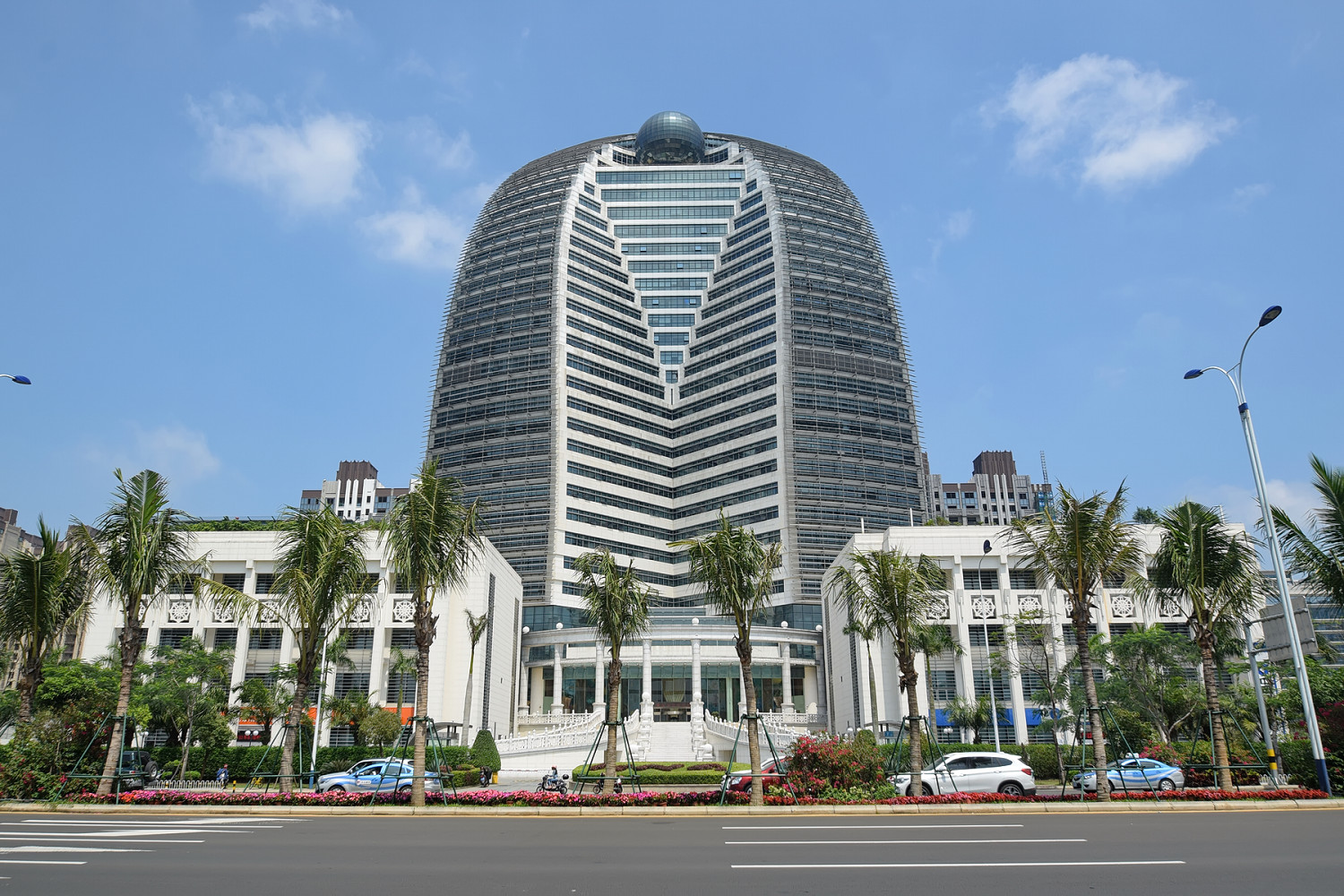
海南航空总部大樓

海口市统计局年鉴数据显示，海口市2018年经济总量达1510.51亿元，第一、第二、第三产业比例为4.8∶18.3∶77.5。

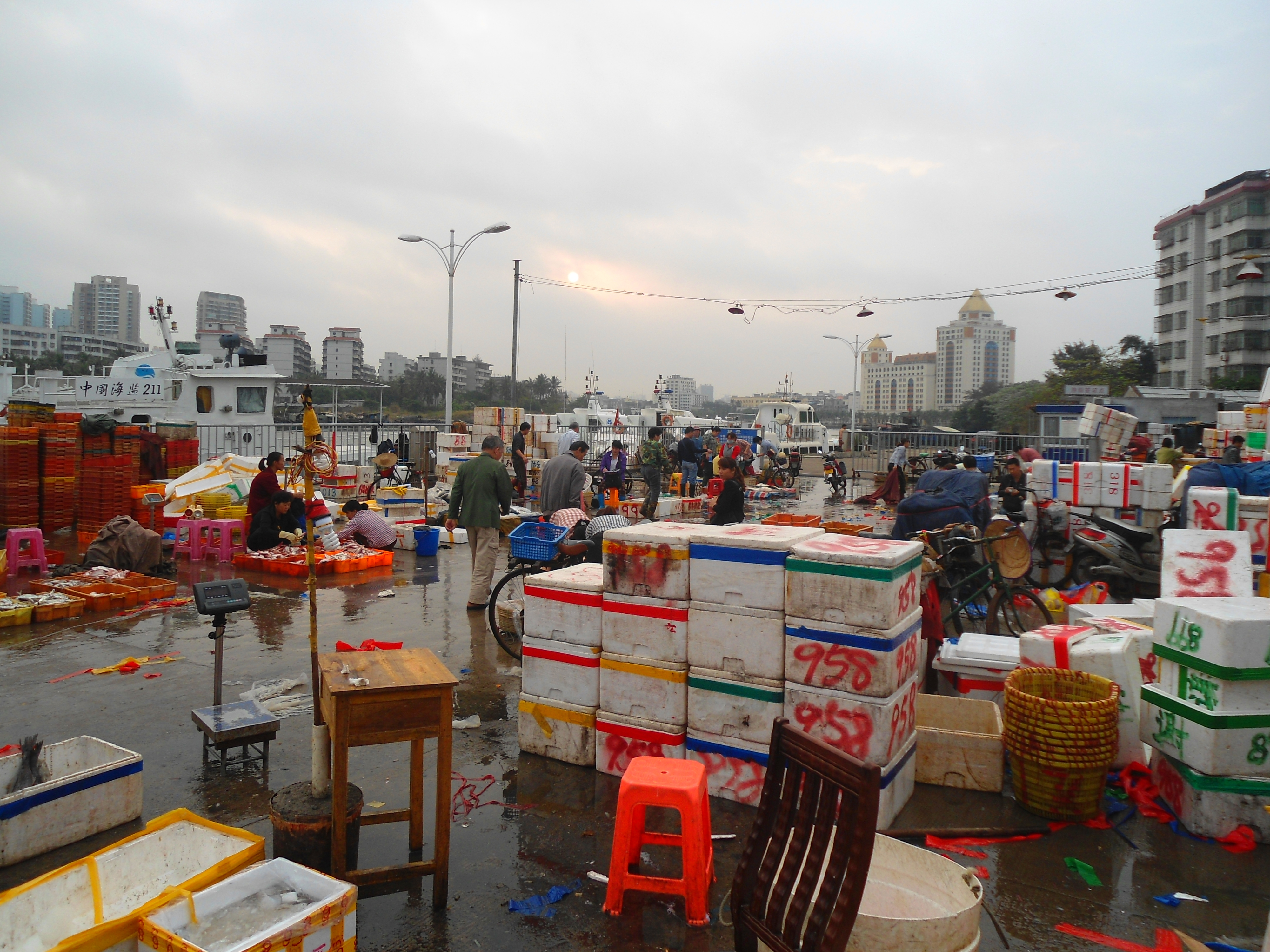
海口魚市

- 橡胶工业
- 椰子加工
- 旅游业
- 汽车工业
- 医药加工业

## 旅游

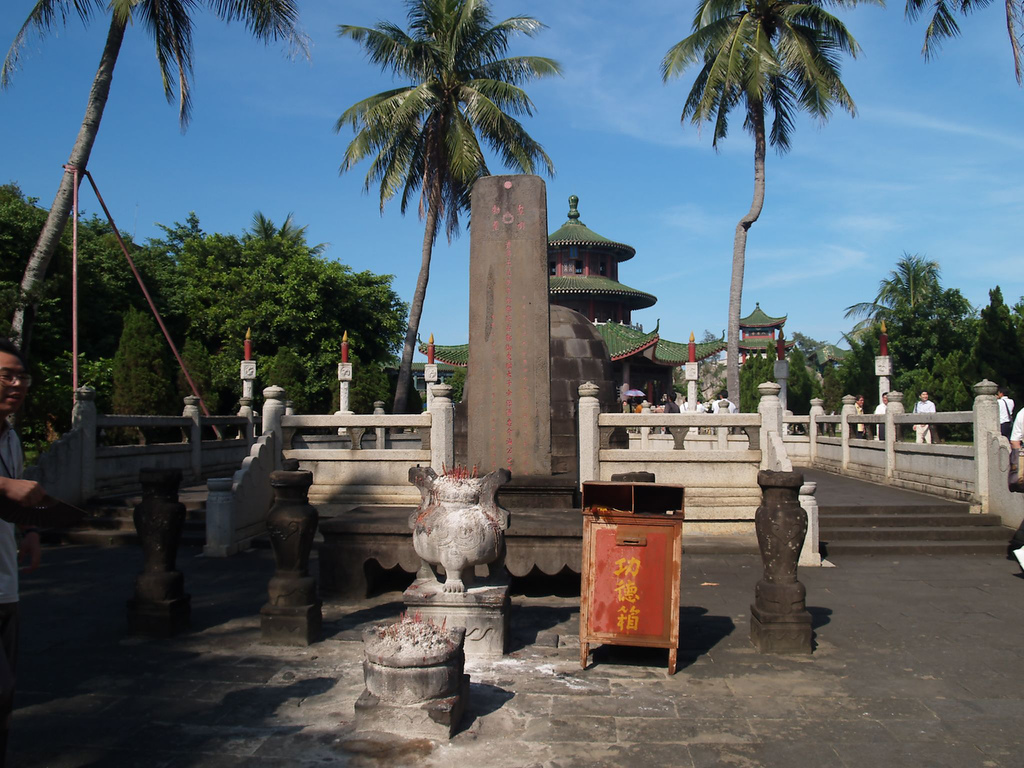
海瑞墓

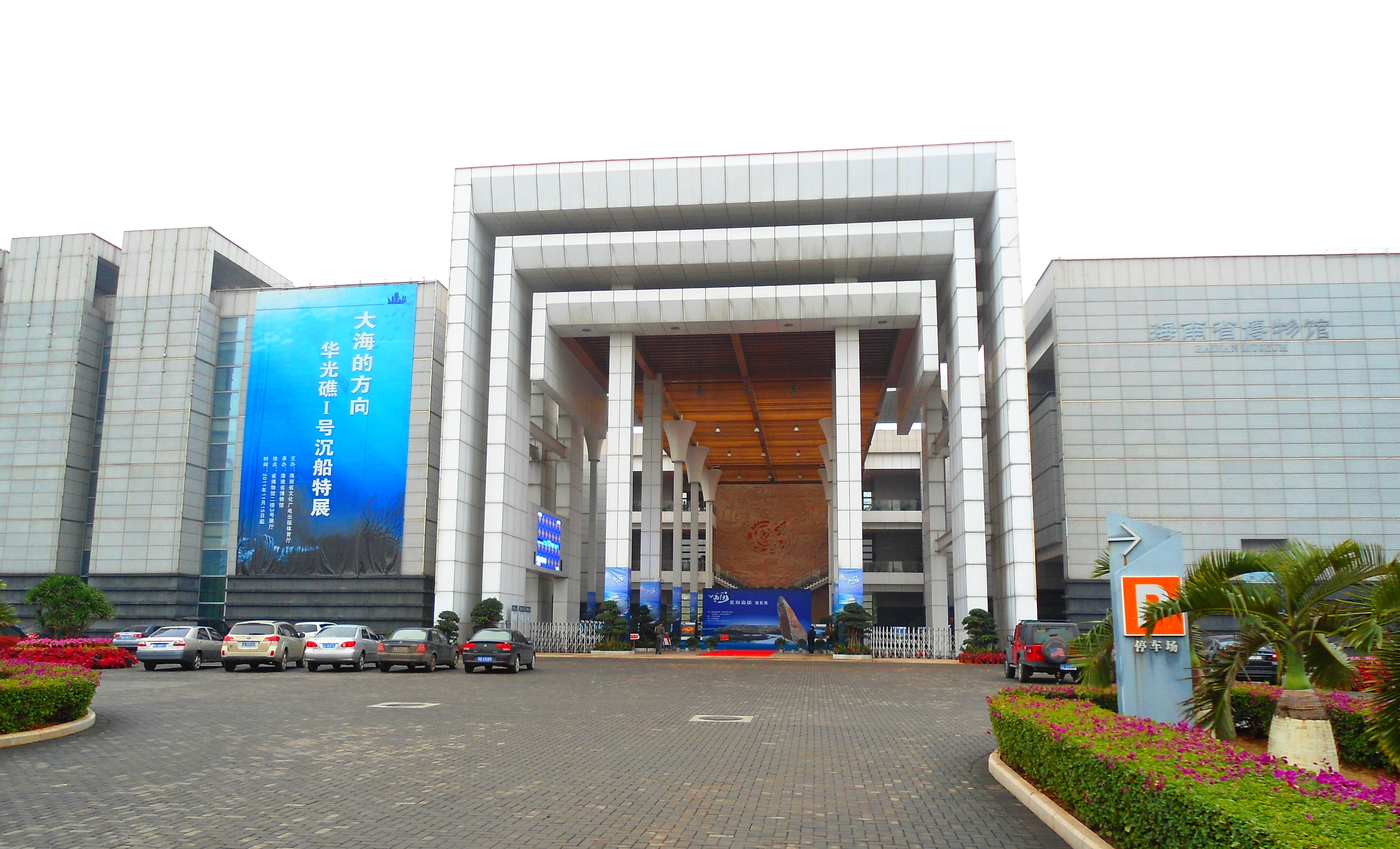
海南省博物館大門

海口暂时没有5A级景区，在海南岛也并非热门旅游目的地，作为历史文化名城，海口的景点主要以人文景点为主，例如五公祠、海瑞墓、丘浚墓、海瑞故居、秀英炮台、海口骑楼老街等等。海口人民公园、白沙门公园、万绿园、假日海滩、金牛岭公园、滨海公园、东寨港自然保护区等自然景点主要仅吸引本地游客，在海南省外知名度不高。除此之外，海南省博物館、海南省规划馆、海南省史志馆等单位亦可被视为旅游景点。
海口骑楼老街：海口骑楼主要分布于海口市得胜沙路、中山路、博爱路、新华路、解放路、长堤路等老街区，建筑群初步形成于1920年代至1940年代，其中最古老的建筑四牌楼建于南宋，距今有600多年历史。2009年被文化部和国家文物局列为首批十大“中国历史文化名街”之一。
海口的土特产品有咖啡、椰子糖、椰茸、天然椰子汁、椰子酱、香蕉、菠萝及菠萝蜜等热带产品，也是海南著名的小吃海南粉的主要分布地区

### 全国重点文物保护单位
- 海瑞墓
- 丘浚故居及墓
- 五公祠
- 中共琼崖一大会址
- 秀英炮台
- 珠崖岭城址
- 琼海关旧址

## 教育

### 高等院校

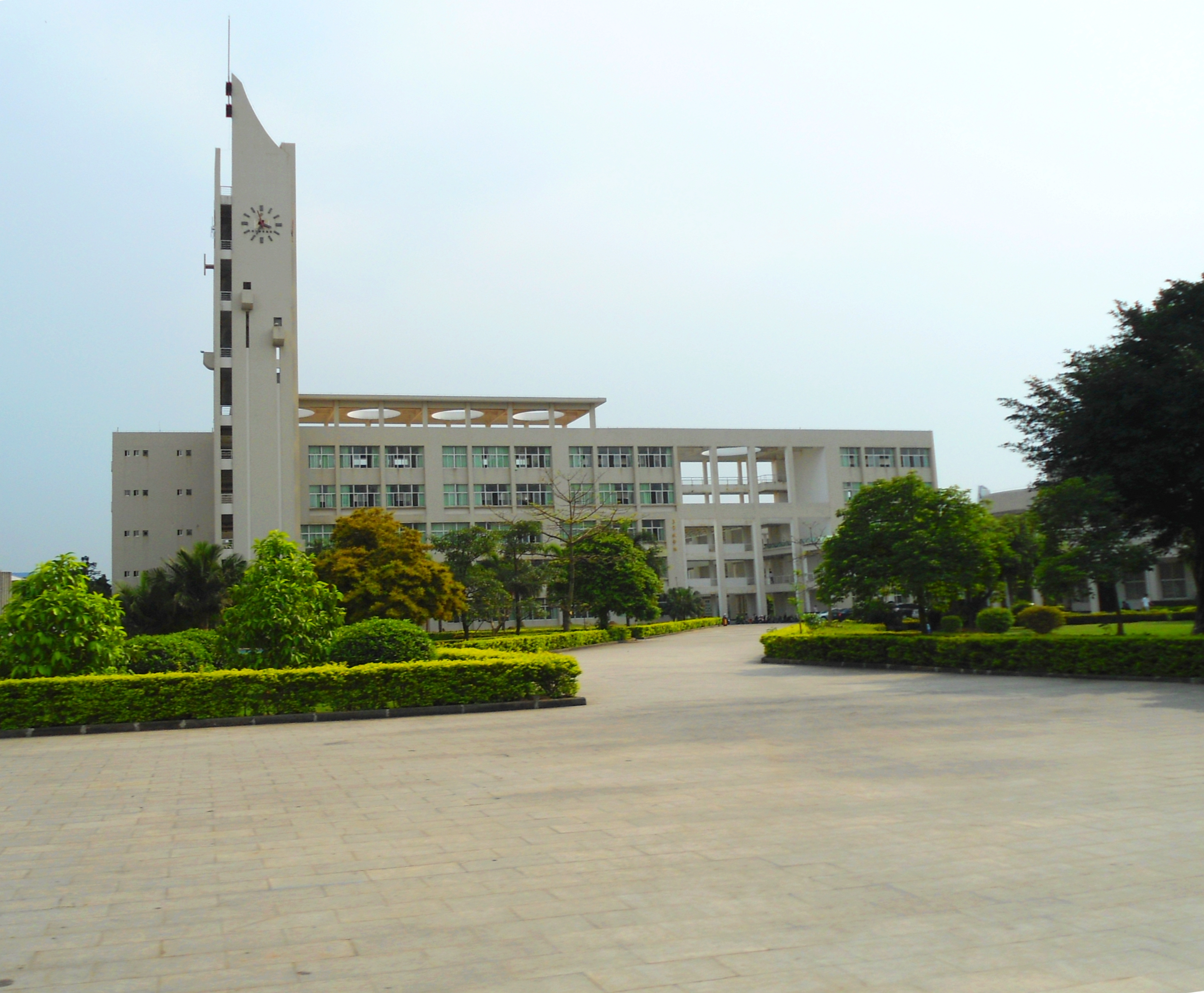
海南大學校景

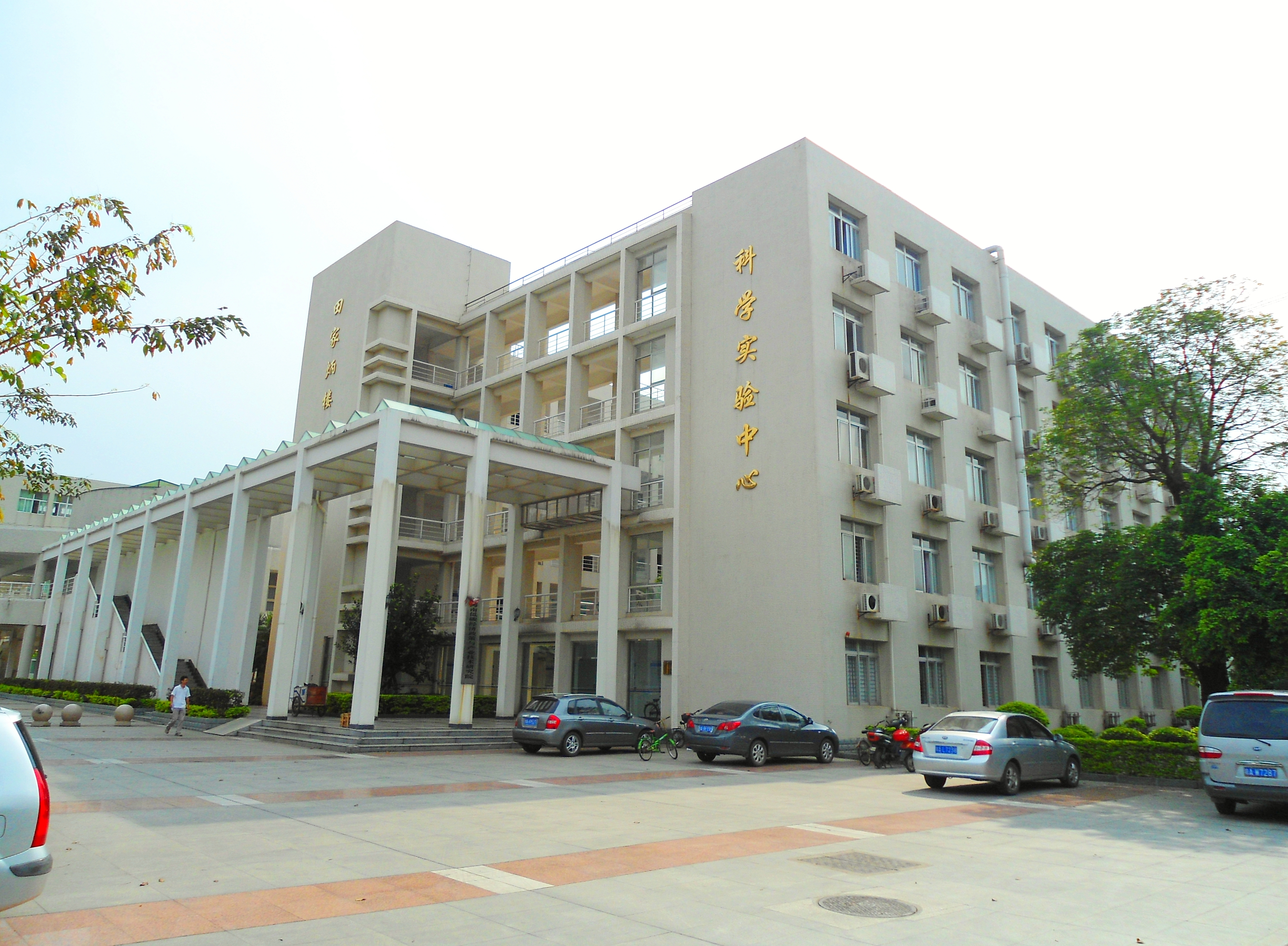
海南大學校內建築

- 海南大学
- 海南师范大学
- 海南医学院
- 琼台师范学院
- 海口经济学院
- 海南科技职业大学
- 海南政法职业学院
- 海南工商职业学院
- 海南经贸职业技术学院
- 海南体育职业技术学院
- 海南开放大学

### 中学
- 海南中学
- 海南侨中
- 琼山侨中
- 海南省国兴中学
- 海师附中
- 海口一中
- 海口市第四中学
- 海口实验中学
- 琼山中学

### 小学
- 寰岛小学

### 幼儿园
| 海南省一级幼儿园     | 海南省一级幼儿园       | 海南省一级幼儿园       | 海南省一级幼儿园       |
| -------------------- | ---------------------- | ---------------------- | ---------------------- |
| 海南省直属机关幼儿园 | 海南省直机关第二幼儿园 | 海南省军区幼儿园       | 武警海南省总队幼儿园   |
| 海南昌茂花园幼儿园   | 海南大学附属幼儿园     | 海南师范大学附属幼儿园 | 琼台师范学院附属幼儿园 |
| 海口市机关幼儿园     | 海口市中心幼儿园       | 海口市卫生幼儿园       | 海口市琼山幼儿园       |

## 对外交流
海口市已经在世界上建立起8对友城关系和18对国际友好交流关系。

### 友好城市关系
| 国家       | 城市         | 结好日期   |
| ---------- | ------------ | ---------- |
|            | 達爾文市     | 1990.09.05 |
| 英国       | 柏斯         | 1992.02.03 |
| 法國       | 圣纳泽尔     | 1992.06.27 |
| 美国       | 俄克拉荷马市 | 1992.11.20 |
| 坦桑尼亚   | 桑给巴尔市   | 1997.10.30 |
| 波蘭       | 格丁尼亞     | 2006.04.24 |
| 塞舌尔     | 维多利亚市   | 2007.07.25 |
| 緬甸       | 仰光市       | 2017.06.16 |
| 印度尼西亞 | 北龙目县     | 2017.07.25 |

### 国际友好交流关系
| 国家     | 城市         | 日期       |
| -------- | ------------ | ---------- |
|          | 东海市       | 2006.04.01 |
| 俄羅斯   | 弗拉基米尔   | 2007.09.26 |
| 葡萄牙   | 法鲁         | 2008.05.12 |
| 乌克兰   | 切爾諾莫斯克 | 2008.09.19 |
| 巴西     | 库里奇巴     | 2008.09.22 |
| 埃及     | 法尤姆       | 2008.11.13 |
| 菲律賓   | 大雅臺       | 2009.11.21 |
| 美国     | 檀香山       | 2009.12.21 |
| 美国     | 斯科茨代尔   | 2010.03.22 |
| 泰國     | 甲美         | 2010.04.07 |
| 加拿大   | 纳奈莫       | 2010.09.20 |
| 土耳其   | 安塔利亚     | 2010.11.22 |
| 義大利   | 比萨         | 2010.11.25 |
| 法國     | 阿雅克肖     | 2011.07.08 |
| 德国     | 罗斯托克     | 2011.12.15 |
| 马来西亚 | 马六甲       | 2012.08.16 |
| 芬兰     | 奥兰         | 2013.06.12 |

### 外国驻海口领事机构
清朝咸丰八年（公元1858年）清政府与英、法两国分别签订《天津条约》，同意开辟琼州等地为商埠，准予通商传教，允许外国在当地设立领事机构。美国于1872年最先在琼设立领事，日本也于次年也在琼州设置领事。英国在光绪元年（1875年）、德国在光绪七年（1881年）、法国在光绪十四年（1888年）、奥匈帝国在光绪二十一年（1895年）、葡萄牙在光绪二十三年（1897年）、意大利在光绪二十五年（1899年）、比利时在光绪二十八年（1902年），挪威在光绪三十三年（1907年）在海口相继设立领事机构。至此，在琼设置领事机构的国家已有10个。但均于1949年以前关闭。
柬埔寨王国于2019年10月10日在海口开设了自1949年中华人民共和国建国以来海口的第一座总领事馆。